# Szalóc megállóhely
Szalóc megállóhely Szalócon, a Rozsnyói járásban van, melyet a Železničná spoločnosť Slovensko a.s. üzemeltetett. 2012. december 9-én megszűnt a regionális forgalom a vonalon.

## Története
Az 1979-es menetrendben még megálltak itt a vonatok, az 1982-esben már nem szerepel. 2012. december 9-én megszűnt a regionális forgalom a vonalon.